# Bolesław Leśmian
Bolesław Leśmian (Bolesław Lesman, 22 janvier 1877 à Varsovie- 5 novembre 1937 à Varsovie), est un poète polonais, représentant du courant moderniste Jeune Pologne et l'un des plus grands artistes polonais.

## Biographie
Bolesław Lesman est né dans une famille de l'intelligentsia juive polonaise, arrivée en Pologne au début du XIXe siècle d'Allemagne. L'arrière-grand-père du poète, Antoni Eisenbaum, était le chef de l'École des rabbins et le fondateur de Der Beobachter an der Weichsel, le premier magazine juif en polonais. Son grand-père Bernard Lessmann était éditeur, libraire, traducteur et conférencier à l'École des rabbins. Son père Józef Lesman, diplômé de la faculté d'économie de l'Ecole Principale de Varsovie et également libraire, se convertit au catholicisme à quarante ans. Sa mère, Emma Sunderland, est issue d'une famille de juristes. L'écrivain Jan Brzechwa est son neveu.
Le futur poète passe son enfance à Varsovie, dans sa maison familiale au 19 rue Nalewki. Probablement en 1885, la famille Lesman s'installe à Kiev où Bolesław va à l'école. Il vit mal le divorce de ses parents et la mort de sa mère. Dans un premier temps, il a beaucoup de mal à accepter la deuxième épouse de son père, Halina Dobrowolska, mais plus tard leurs relations s'améliorent considérablement.
C'est en 1895 que Leśmian débute en tant que poète dans la revue Wędrowiec. Dans les années suivantes, il écrit de plus en plus de poèmes (également en russe), ainsi que des textes dans le domaine de la critique littéraire et théâtrale. Passionné de littérature, il s'inscrit d'abord à la faculté d'histoire et de lettres, mais sous la pression de son père, il entre finalement en 1896 à la faculté de droit de l'Université impériale Saint-Vladimir de Kiev.
À l'Université, il fonde l'organisation clandestine "Polonia" et milite activement pour l'indépendance de la Pologne. La police tsariste l'arrête à plusieurs reprises en raison de ses discours patriotiques. En 1901, il reste plusieurs semaines en détention préventive et passe ses derniers examens universitaires sous la supervision du chef de police. Après avoir obtenu son diplôme, il se rend à Varsovie, où, grâce à des liens familiaux, il décroche un travail lucratif de conseiller juridique des chemins de fer Varsovie-Vienne. À cette époque, grâce à son ami Zenon Przesmycki, il rencontre des représentants de l'élite intellectuelle et artistique de Varsovie, dont la poétesse Maria Konopnicka.
À partir de 1897, il signe ses œuvres sous le nom de Leśmian. Certaines sources affirment que le surnom est inventé par Franciszek Fiszer. Cependant, ce n'est que vers 1902 que les deux hommes entament une amitié qui durera plus de trente ans. Ainsi, l'auteur le plus probable du pseudonyme est Antoni Lange, un parent de Bolesław et un poète reconnu à l'époque.
Dans les années 1903-1906 , il voyage en Europe et séjourne à Munich, Paris et en Bretagne. En France il épouse la peintre Zofia Chylińska. En 1906, les difficultés financières les oblige à revenir à Varsovie. En 1909, après un court voyage en famille en Italie, il commence à travailler avec la presse de Varsovie (principalement en tant que critique littéraire), notamment Nowa Gazeta et Kurier Warszawski (Courier de Varsovie). La poésie a été publiée, entre autres dans la revue moderniste Chimera de Zenon Przesmycki.
À cette époque, il devient l'un des cofondateurs du Théâtre d'art expérimental. En 1911, il fait ses débuts en tant que metteur en scène. Après deux représentations, il rompt avec le Théâtre. À la fin de l'année 1911, il repart avec sa famille en France, où il vit par intermittence jusqu'en 1914. En 1912, il publie le premier volume de poésie, le Verger au carrefour, qui lui apporte une reconnaissance critique. En 1913 paraissent deux volumes de contes pour enfants inspirés des Mille et une nuits : Contes polonais  et Les Aventures de Sinbad le Marin. La même année, il traduit et préface Histoires extraordinaires de Edgar Allan Poe. Pendant la Première Guerre mondiale, il vit à Łódź où il travaille comme directeur littéraire au Théâtre polonais.
En 1917, grâce à Celina Sunderland (sa cousine et maîtresse), il rencontre la docteur Dora Lebenthal - Dora - son grand amour. Elle est sa muse, pour laquelle il écrit, entre autres le cycle de poèmes érotiques W Malinowym Chruśniaku. Le poète voulait divorcer d'avec sa femme (prétendument c'est la raison pour laquelle Dora se convertit au catholicisme), mais finalement, il n'abandonne jamais Zofia et leurs deux filles. Il ne quitte Dora non plus.
Le recouvrement de l'indépendance de la Pologne est un nouveau chapitre dans la vie de Leśmian. En 1918, il travaille en tant qu'avocat adjoint à Varsovie, puis il est nommé par le vice-ministre de la Justice (et le grand admirateur de la poésie Leśmian) notaire à Hrubieszów. Sans aucun doute, c'est une période de prospérité financière, mais le poète déteste l'atmosphère d'une ville de province et, à toutes les occasions possibles, il s'échappe de Hrubieszów en se cachant derrière des problèmes familiaux ou des problèmes de santé. En 1922, il ouvre un cabinet d'avocat à Zamość, et de là, il s'évade à Varsovie pour retrouver les amis et sa maîtresse.
En 1929, un collaborateur de Leśmian est accusé de malversations financière et Leśmian est sommé de payer une gigantesque somme de 20 000 zlotys. Probablement seulement grâce à l'intercession de ses amis, il évite la prison et s'arrange de pouvoir rembourser la dette sur plusieurs années. Sa femme offre ses bijoux et sa maîtresse Dora Lebenthal vend son appartement et son cabinet médical à Varsovie pour sauver le poète, mais cela ne suffit pas et les Leśmian vivent désormais dans un grand dénuement. En 1933, Leśmian devient membre de l'Académie polonaise de littérature. En 1935, il déménage avec sa femme et leurs deux filles à Varsovie.
La dernière année de Leśmian est une suite de malheurs dans la vie privée. En 1937, la fille cadette Dunia, actrice connue, accepte une demande en mariage d'Alfred Łaszowski, journaliste et activiste du parti de extrême droite ONR. Cependant, le futur gendre rompt les fiançailles et couvre son beau-père d'insultes à cause de sa descendance juive. Leśmian est profondément affecté par l'intensification des sentiments antisémites dans la société, et il devient lui-même victime des gros titres dans certaines presses à tirage national. Le décès de son ami Franc Fiszer déprime le poète.
Il meurt d'une crise cardiaque le 5 novembre 1937 à Varsovie. Il est enterré au cimetière de Powązki.

## L'œuvre

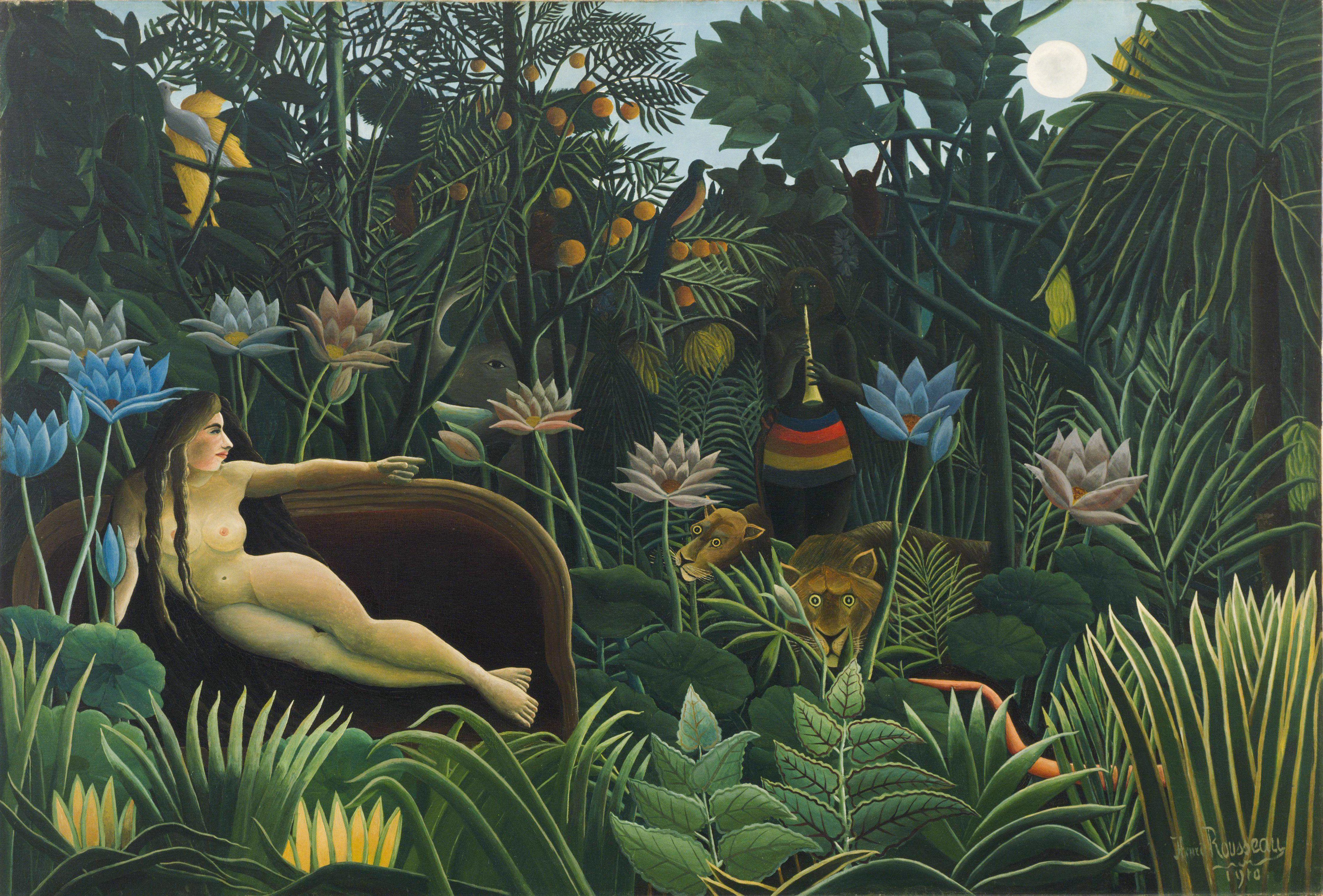
Le Rêve du Douanier Rousseau

Bolesław Leśmian est à la fois un symboliste et le précurseur du surréalisme polonais. Il n'a publié que quatre recueils de poèmes. Anti-symbolistes et antimimétiques, inspirés par la philosophie d'Henri Bergson, ils expriment l'idée de l'élan vital. Leśmian distingue deux éléments fondamentaux dans le monde : l’intellect et l’instinct. L’intellect a une sphère d’action limitée au monde visible de la matière, il n’a donc pas accès à l’essence de la vie, que seul l’instinct peut espérer atteindre.
Le sujet principal de ses poèmes est l'amour maudit dans sa relation avec la mort, les démons, les forces magiques et Dieu. La forme poétique préféré du poète est la ballade. Il s'intéresse aussi aux chants et emprunte beaucoup aux mythes typiques de la spiritualité de l'Est du pays. Il reprend des éléments de contes et des concepts macabres dans le style de Charles Baudelaire. il s'inspire de l'occultisme païen et chrétien, et remplit ses poèmes des êtres étranges, métaphoriques, allégoriques, et psychologiques. Pour l'étrangeté de son univers et la langue très originale riche en néologismes poétiques, Leśmian est souvent considéré comme l'hériter du baroque polonais. Il est également virtuose du rythme qui donne aux mots un sens concret, immédiate et sensuelle. Le rythme est signifiant en lui-même, à la différence du schéma métrique abstrait.
Czesław Miłosz considérait Leśmian comme « l'un des plus grands phénomènes dans la littérature européenne moderne » et l'éminent critique Jerzy Kwiatkowski le qualifia de « Dante du néant, de la non-existence et de manque d'existence, découvreur de territoires qui s'étendent entre l'être et le néant (...), un excentrique du vécu religieux (...) un visionnaire et penseur sur la vie posthume qui ne ressemble à aucun autre dans la littérature ».
Instantanés du temps de l’enfance, extrait du recueil Breuvage ombreux (Napój cienisty, 1936) - traduction de Roger Legras 

« Je me souviens ... malgré ma mémoire infidèle :

L’herbe … après : l’univers ! …Quelqu’un, là-bas, j’appelle.

Il me plaisait ainsi, dans l’air, d’appeler loin …

Le thym embaume – et le soleil dort … dans le foin.

Et puis ? Quel rêve encore me vient du premier âge ?

Le jardin – familiers m’étaient feuilles, visages …

Feuilles, visages, seuls. Rien que feuillage, gens !

Bout de sentier : je ris ! S’en retenir ? comment ?

Je cours, tête mêlée aux nuées, aux murmures.

Le souffle empli de ciel, l’œil – de hautes ramures !

Puis le ruisseau, la digue où vont mes pas joyeux …

De si loin les entendre ! Un « si loin » merveilleux !

Retour à la maison par l’herbe où l’on gambade

Et l’escalier ravi d’un bruit de galopade !

La chambre débordant d’avrils, d’ardents juillets !

J’y traînais ce corps mien … Les lèvres j’appuyais

A la vitre … Partir … vers rien – la transparence

Et sans limite, à fond, sentir …cette existence. »

## Ouvrages
- "Sad rozstajny", Warszawa 1912
- 1913 : Les Aventures de Sinbad le marin
- "Klechdy sezamowe", Warszawa 1913
- Prés, Warszawa 1920
- Breuvage ombreux Warszawa 1936
- "Dziejba leśna", Warszawa 1938
- "Klechdy polskie", Londyn 1956
- "Skrzypek opętany", Warszawa 1985
- "Pochmiel księżycowy" (wiersze rosyjskie w polskiej wersji Jerzego Ficowskiego), Warszawa 1987
- "Zdziczenie obyczajów pośmiertnych", Kraków 1998

## Sources
- Leśmian. Encyklopedia, Jarosław Marek Rymkiewicz, Varsovie, 2001.
- Bolesław Leśmian. Marzyciel nad przepaścią, Piotr Łopuszański, Varsovie, 2006
- Auteurs européens du début du XXe siècle : anthologie en langue, sous la direction de Jean-Claude Polet, Bruxelles, 2002